# Romolo Moizo
Romolo Moizo (Moncalvo, 10 maggio 1888 – Piacenza, 14 gennaio 1955) è stato un magistrato, scrittore e dirigente sportivo italiano.

## Biografia
Di origini piemontesi, intraprende tardi la carriera in magistratura. Diventa pretore a Bardi e Borgonovo Val Tidone e successivamente è giudice al Tribunale di Cremona, Reggio Emilia e infine Piacenza, dove si stabilisce definitivamente diventando, nel 1946, sostituto procuratore capo.
Parallelamente si dedica anche alla scrittura, pubblicando articoli su diversi quotidiani (Libertà, Il Giornale di Genova, Il Tevere, Il Secolo Illustrato, Il Solco fascista) e nel 1929 esce la commedia per il teatro La Guardia al cuore; coltiva anche la passione per lo sport, praticando calcio, ciclismo e tamburello. Proprio in questo ambito prosegue la sua attività letteraria con il romanzo La Disperata, con cui nel 1931 arriva secondo nel concorso letterario bandito dalla Federazione Italiana Giuoco Calcio per opere a soggetto sportivo. Partecipa di nuovo al concorso nel 1934 ottenendo questa volta il primo posto con il suo secondo romanzo, Hansa Scrum (pubblicato l'anno successivo), che vede come protagonista l'omonimo modello di pallone di fabbricazione tedesca, in voga all'epoca. Prosegue nel campo della letteratura sportiva con il terzo romanzo, Questi ragazzi, del 1936, nel quale analizza il connubio tra sport, fascismo ed educazione giovanile e per questo motivo viene premiato come vincitore del Concorso per un romanzo del tempo fascista indetto dalla rivista letteraria Nuova Antologia.
Nello stesso periodo collabora con il Corriere della Sera pubblicando diversi racconti sul mensile La Lettura. Abbandona poi in parte il filone sportivo con le due opere successive, Il romanzo di Claudina e Manuela, povera milionaria, entrambe del 1942. Prosegue comunque la produzione di racconti a sfondo calcistico anche nel periodo post-bellico.
Nel 1949 viene eletto presidente della Piacenza Sportiva, carica che ricopre per una sola stagione. Dopo la morte gli viene intitolata una via di Piacenza.

## Opere

### Romanzi
- La Disperata, Piacenza, Società Tipografica Editoriale Porta, 1933
- Hansa Scrum: le memorie di un pallone di cuoio, Milano, Ceschina, 1935
- Questi ragazzi, Milano, Fratelli Treves, 1937
- Il romanzo di Claudina, Milano, S.A.C.S.E., 1942
- Manuela, povera milionaria Milano, Rizzoli, 1942

### Racconti
- Puc, mio piccolo Puc! (Fantasia radiocalcistica), su La Lettura, settembre 1934
- Dramma allo stadio, su La Lettura, febbraio 1935
- Knock-out, su La Lettura, maggio 1935
- La racchetta di Mister Allison, su La Lettura, settembre 1935
- Il processo N.5, su La Lettura, dicembre 1935
- La ruota (Fratelli Treves, 1939)

### Varie
- La Guardia al cuore, commedia in tre atti, Parma, Stamperia Bodoniana, 1929